# Baião (Pará)
Pour les articles homonymes, voir Baião.
Baião est une municipalité brésilienne située dans l'État du Pará.